# Kepler-20 d
Kepler-20d è un pianeta extrasolare che orbita attorno alla stella Kepler-20, distante 945 anni luce (290 parsec) dal nostro sistema solare. La sua massa, all'incirca 20 volte quella terrestre, lo colloca tra la categoria dei giganti gassosi.
È il più lontano dalla stella madre tra i pianeti scoperti attorno a Kepler-20; la sua distanza media dalla stella, 51 milioni di km, è di poco inferiore a quella che separa Mercurio dal Sole.